# Nivå-Kokkedal Fodboldklub
Nivå-Kokkedal Fodboldklub (forkortet Nivå-Kokkedal FK) er en fodboldklub i Nivå i Nordsjælland. Klubben spiller i Serie 4.
Klubben blev skabt ved en sammenlægning af fodboldafdelingerne fra Nivå Gymnastikforening og Kokkedal Idræts Klub.